# Религиозни войни във Франция
Религиозни или хугенотски войни се наричат серия от граждански войни между католици и протестанти (хугеноти), които раздират Франция при управлението на последните крале от династията Валоа между 1562 и 1598 г. Освен религиозния сблъсък, войните са и борба между различни влиятелни аристократични фамилии за контрол над престола и в край сметка за наследството на угасващата кралска династия.
Начело на хугенотите са Бурбоните (принц Конде, Анри Наварски) и адмирал Колини, а католиците се предвождат от кралицата-майка Катерина де Медичи и могъщите херцози Гиз. Върху събитията във Франция се опитват да влияят от съседните страни – Англия (Елизабет I), Обединените нидерландски провинции, германските протестантски принцове и швейцарците поддържат хугенотите, а Испания (Филип ІІ), папата и Савоя – католиците. Войните приключват с възкачването на престола на Анри Наварски и с подписването на Нантския едикт (1598), признаващ правото на протестантите във Франция да изповядват свободно религиозните си убеждения.

## Причини: поява на протестанти във Франция
Протестантството се разпространява във Франция от 20-те години на XVI век, въпреки ожесточените опити на Франсоа I и Анри II да го ограничат. Обхваща главно южни и западни провинции като Бретан, Гюйен, Лангедок, Прованс и Дофине, както и донякъде Нормандия на север. Засяга и два от най-важните града в кралството – Орлеан и Лион. Тъй като голяма част от аристокрацията също приема протестантството, става възможно то да се укрепи много добре. Хугенотите имат свои замъци, цели райони са под контрола им и притежават значителна военна сила.
След смъртта на Анри II по време на рицарски турнир, той е наследен от тримата си сина: Франсоа II (1559 – 1560), Шарл IX (1560 – 1574) и Анри III (1574 – 1589). Първите двама са деца, когато сядат на престола, а страната се управлява от деспотичната им майка Катерина де Медичи. Тази персонална слабост на монархията, икономическата криза, последвала тежките войни и активната роля на три големи аристократични рода в управлението са конкретните причини да се стигне до жестоките религиозни войни след 1562 г. Два от тези родове – Гиз и Монморанси са католици, а третият – Бурбон, са протестанти. Изявени протестантски фамилии стават и тези на Конде и Колини.
В началото на 60-те години за хугенотите изглежда, че превръщането на цялата нация в протестантска е неминуемо. Пропагандата им в устен и печатен вид придобива такива размери, че останалата част от обществото е шокирана. Трите групировки се сблъскват за влияние върху малкия Франсоа ІІ. През 1560 г. е разкрит заговор на хугенотите за отвличане на краля, който предизвиква брутални репресии от страна на Гизите. Едва след смъртта на Франсоа, когато Катерина де Медичи става регент, се прави опит за помиряване. Франсоа дьо Гиз, Ан дьо Монморанси и Антоан дьо Бурбон са повикани в Париж, за да се разберат помежду си. Провалът на този опит и клането във Васи (1 март 1562) водят пряко към първата религиозна война.

## Ход на конфликта

### Първа война (1562 – 1563)
В тази война проличават някои специфики на конфликта изобщо: военно надмощие на католиците, намеса на външни сили (Англия, Испания), колебливо отношение на двора. Войната започва през юли 1562 г., когато Парижкият парламент обявява хугенотите за бунтовници и по този начин дава моралното право на Гиз да ги ликвидират. Тъй като са далеч по-малобройни (8 – 9% от населението), те се приготвят за отбрана и търсят помощ от другите протестанти в Европа. През септември 1562 г. Конде договаря с англичаните военна помощ, както и финансова в размер на 140 000 крони. Още на следващия месец английски войски окупират голяма част от северозападна Франция. Франсоа дьо Гиз, начело на кралската армия, се отправя срещу тях и възползвайки се от това, хугенотите съсредоточават силите си в Орлеан, откъдето възнамеряват да превземат Париж. Планът се забавя твърде много и дава възможност на Гиз да се върне и да пресрещне хугенотската армия при Дрьо, на запад от Париж.
Тази първа битка (Битка при Дрьо) от религиозните войни (19 декември 1562 г.) е ожесточена и кървава и макар че и двете страни дават свидни жертви, победата е за католиците. Самият предводител на хугенотите – Конде – е пленен.
Гиз започва обсада на Орлеан – стратегическа крепост за противниците му, но на 18 февруари 1563 г., докато проверява позициите на хората си, е застрелян в гръб. Правителството обвинява ръководителите на хугенотите, че стоят зад извършителя – Жан Полтро дьо Мер, – но не може да докаже тезата си. Така че, останали без ръководителите си, двете враждуващи страни са по-склонни да се споразумеят. На 7 март Катерина де Медичи се среща с Конде и Колини в Амбоаз и се съгласява да признае протестантството за равноправна религия във Франция. Едиктът от Амбоаз слага край на първата война.

### Втора война (1567 – 1568)
Помиряването очертава като основен проблем за Франция присъствието на англичаните на територията ѝ. Още през юли 1563 г. те са принудени да се приберат в пристанището Хавър, който капитулира няколко дни по-късно. Напразно Елизабет изпраща подкрепления – през април 1564 г. с договора от Троа тя се отказва от претенциите си не само към Хавър, но и към Кале – град, който е бил английски още от Стогодишната война, а през 1558 г. е превзет от французите.
През септември 1563 г. специално събрание в Руан обявява Шарл ІХ за пълнолетен, с което парира опитите на хугенотите да поставят свой регент на младежа. В началото на следващата година от събора в Тридент се завръща Шарл дьо Лорен, кардинал и брат на убития Франсоа дьо Гиз. С твърд тон той убеждава кралицата майка да действа против хугенотите и постепенно обръща позицията на правителството. Конде е изолиран от властта, Испания и папата притискат Шарл ІХ да създаде католическа лига срещу ереста. В началото Шарл дипломатично отклонява предложението, но през 1565 г. се среща в испанския херцог Алба в Байон. Под натиска на Катерина де Медичи е подписано споразумение за общи действия срещу протестантите в Нидерландия и Франция.
През 1567 г. военните действия се подновяват, тъй като хугенотски войски се опитват да попречат на херцог Алба да организира атака срещу събратята им в Нидерландия. Католиците събират армия и предизвикват Конде и Колини край Поаси (10 октомври). Битката завършва без победител. След това на помощ на хугенотите идват германски войски от Пфалц и в ръцете им пада град Шартър – пряка заплаха за Париж. Конде тръгва към столицата, но е победен при Сен Дени (10 ноември). В тази битка смъртно ранен пада Ан дьо Монморанси.
В началото на 1568 г. хугенотите превземат и Ла Рошел, важно пристанище, което им дава възможност да се свързват с англичаните по море. По-късно Ла Рошел ще стане тяхна главна крепост. През март същата година кралят и хугенотските водачи се срещат в Лонжумо и подписват мирен договор, повтарящ в общи линии точките от Амбоаз. Но тъй като никой не е доволен от него, скоро оръжията отново заговарят.

### Трета война (1568 – 1570)
Тя е най-ожесточената от всички. В нея католиците вече са атакуващата страна. Към краля се създава специален Вътрешен съвет, наричан Кабинетът, в който влизат католици, включително епископи. Кабинетът заема крайна позиция против протестантизма и подготвя нов план за унищожаването му. Начело на кралските войски застава братът на Шарл ІХ херцог д'Анжу, бъдещият Анри ІІІ. Той маневрира срещу хугенотската армия в края на 1568 и началото на 1569 г. по течението на река Шарант. На 13 май се разиграва най-голямото сражение на религиозните войни – битката при Жарнак, спечелена убедително от католиците. Най-голямата им полза от победата е убийството на принц Конде, извършено по време на пленяването му. Разбити и обезверени, хугенотите се събират в Коняк, където идва и вдовицата на Антоан Наварски, заедно със своя 15-годишен син Анри, бъдещият Анри ІV. Там Анри е провъзгласен за водач на хугенотската партия. Адмирал Колини реоганизира силите си и съумява да възстанови изгубените позиции отпреди Жарнак. От юли до септември хугенотите дори обсаждат Поатие, но без успех.
С подкрепата на 5000 германски съюзници, на 4 октомври 1569 г. хугенотите приемат нова битка. Тя е при Монконтур и завършва с ново поражение. В края на битката швейцарската наемна пехота извършва решаващ пробив, пленени са 3000 хугенотски войници, заедно с артилерията и обоза си. Но католиците отново не се възползват от успеха. Докато хугенотите се затварят в Ла Рошел, кралят безуспешно се опитва да преговаря с тях. През пролетта на 1570 г. Колини събира силна армия в южна Франция, напредва по река Рона и побеждава кралската войска при Арне-льо-Дюк. Шарл решава, че продължаването на войната е безсмислено и на 8 август 1570 г. подписва прочутия договор от Сен Жермен. Това е най-добрият за хугенотите мир, тъй като им дава четири крепости (места за сигурност) – Ла Рошел, Монтобан, Ла Шарите и Коняк. Внезапно влиянието на хугенотите в двора нараства, Колини получава възможност да влияе на решенията на младия крал. Католическата партия е изолирана и счита това за крайно несправедливо.

### Четвърта война (1572 – 1573)
Гаспар дьо Колини започва да чертае смели планове за съюз на Франция с Англия и въстаналите протестанти в Нидерландия срещу католическа Испания. С Елизабет І е сключен договор в Блоа, а Вилем от Насау превзема Монс, използвайки Франция като изходна точка. Най-страшно за католическата партия обаче е предложението за брак между Анри Наварски и най-малката сестра на краля – Маргьорит Валоа. Този брак би сложил край на мечтите на рода Гиз да наследи престола на гаснещата династия. През лятото на 1572 г. в Париж се събират хиляди хугеноти, за да присъстват на сватбената церемония. Създава се впечатлението, че сега те управляват града след няколко неуспешни опита да го превземат със сила.
Междувременно се появява нова политическа партия, т. нар. Политици, оглавявани от Франсоа дьо Монморанси, син на починалия при Сен Дени херцог. Основната им цел е да помирят враждуващите религиозни групировки в името на силна Франция. Именно Монморанси постига мира в Сен Жермен и брачния съюз Валоа-Бурбон. Сватбата на 18 август той смята за свой триумф, но не предвижда реакцията на католиците, подкрепени от Катерина де Медичи. Те вярват че ще решат всички проблеми като убият Колини и четири дни по-късно е извършен атентат. Изстрелът по адмирала го ранява в ръката, а Шарл ІХ трябва да се кълне, че не стои зад това. На 24 август 1572 г. новият херцог на Гиз, прочутият по-късно Анри дьо Гиз, вдъхновява масови убийства на събраните в столицата хугеноти, като се започне от ранения Колини. В тази Вартоломеева нощ загиват над 3000 хугеноти, а в следващите дни още поне 10 000 в провинцията. Анри Наварски и новият херцог Конде се спасяват като приемат католицизма. Последицата от това ужасно клане е въстание на оцелелите на юг хугеноти, но те са твърде слаби, за да постигнат каквото и да било. Скоро кралските войски отнемат всичките им крепости освен Ла Рошел. Там, подкрепени от английския флот, те издържат обсадата, отказват да преговарят и през юни 1573 г. кралят издава нов декрет, т. нар. Ларошелски декрет, с който им възстановява някои права, но по-малки от предишните.

### Пета война (1575 – 1576)
През 1573 г. херцог д'Анжу е избран за полски крал и напуска Франция, въпреки че Шарл ІХ е болен и вероятно скоро ще умре без мъжки наследник. Хугенотите замислят план за убийството на най-малкия от братята, Франсоа д'Алансон, с което да осигурят престола за Анри Наварски. Това е първата причина за отново нарасналото напрежение. Когато на 30 май 1574 г. кралят действително умира, д'Анжу веднага напуска Полша. По пътя той спира в Италия, където още веднъж е убеден, че трябва да се вземат твърди мерки против протестантската ерес. Междувременно Политиците, начело с Шарл дьо Монморанси-Дамвил се съюзяват с хугенотите и правят опит да формират „държава в държавата“ в южна Франция. През декември 1574 г. те съставят парламент в Ним. От Германия навлиза нова армия в тяхна помощ. Когато през март 1575 г. Анри ІІІ най-после е коронясан за крал, държавата му е в пълна дезорганизация. Той се опира на католиците и с тази цел се жени за Луиз, представителка на рода Гиз.
Военните действия започват през септември 1575 г., когато херцог д'Алансон напуска двора и тръгва към хугенотите. Той е първият френски принц, наричан просто „Мосю“, което по-късно става типично. Затова и войната е известна като Войната на Мосю. Неговите намерения не са съвсем ясни, но хугенотите изпращат армии към Париж, за да го посрещнат: една от запад, начело с Конде, друга откъм Германия. На 10 октомври Анри дьо Гиз пресреща германците при Дорман, на река Марна и ги отблъсква. В началото на 1576 г. обаче д'Алансон, Конде и Анри Наварски (който бяга от Париж и отново приема протестантството) се събират край Мулен, на 150 км североизточно от Париж, заедно с огромна армия от 30 000 хугеноти. Те отправят към двора декларация с 93 искания, които новият крал се вижда принуден да приеме. Това става с нов едикт, издаден в Болио на 6 май. Според т. нар. „Мир на Мосю“ осем крепости се дават на хугенотите, както и амнистия на всички участвали в действия против правителството след 1562 г.

### Шеста война (1577)
Този мир среща остра съпротива в католическите провинции и в края на годината Анри ІІІ свиква Генерални щати в Блоа. Там католиците създават съюз, наречена Католическа лига, начело с Анри дьо Гиз. Тя ръководи борбата срещу протестантите (а и срещу краля по-късно) чак до края на религиозните войни. Притеснен от появата ѝ Анри ІІІ обявява, че лично ще я оглави, но е поставен под критика от щатите заради отстъпките в Болио. Налага се да се оправдава и въпреки това недоволството остава. Накрая той трябва да се откаже неофициално от споразумението, но с това предизвиква гнева на хугенотите.
Шестата война започва в самото начало на 1577 г. и се води с изключителна жестокост – масови кланета съпровождат превземането на всяка крепост. В хода на военните действия католиците имат осезателно превъзходство, те превземат крепостта Буарж, предмостие към Ла Рошел. Въпреки помощта от Англия Анри Наварски няма как да издържи на натиска и през септември сключва мир в Бержерак, чиито условия са далеч по-лоши от тези в Болио.

### Седма война (1580)
Тя също е инициирана от католиците, въпреки че в редиците им възниква разнобой. На събранието в Санс (януари 1580) свещениците искат крайни репресивни мерки, докато светските лица са против задълбочаване на конфликта. Католическата офанзива е колеблива, от което се възползват хугенотите. На запад Анри Наварски превзема Каор след кръвопролитни боеве, но на север Конде не успява да стори същото с Ла Фер. Той се обръща за помощ към Англия, но тъй като не получава отговор, подписва договор през ноември, който с нищо не се отличава от този в Бержерак.

### Осма война (1585 – 1589)
Основна статия: Война на тримата Анри
През 1580 г. Испания бързо присъединява Португалия (виж Втора криза на португалското наследство), което изглежда като голямо засилване на католиците в Европа. Френските хугеноти опитват да вкарат Франция във война с Испания, смятайки това за национален интерес. След смъртта на херцог д'Алансон през 1584 г. Анри Наварски става престолонаследник, което дава големи надежди на хугенотите, че скоро ще овладеят страната. Това е ужасна перспектива от гледна точка на католиците, затова през януари 1585 г. Католическата лига се договаря с Филип ІІ братът на Анри дьо Гиз – кардинал дьо Бурбон да бъде наследник на френския престол. Този ход си има своята логика – по това време всички вярват, че родът Гиз произлиза директно от Карл Велики. През март 1585 г. кардиналът издава декларация против краля, с което лигата официално започва своя собствена политика. Оформя се ново крайно противоборство. В него Анри ІІІ остава сам и всичките му усилия да помири старите врагове (включително създаването на мускетарската гвардия) остават напразни.
Военните действия за пореден път започват с успехи на католиците, които почти ликвидират влиянието на хугенотите в северна Франция. Анри Наварски успява да победи кралската армия при Курта (близо до Бордо, октомври 1578), но Анри дьо Гиз отблъсква войска от германските му съюзници при Ано. На 12 май 1588 г., когато Гиз приближава Париж и кралят се опитва да организира съпротива, гражданите въстават (Деня на барикадите) и го прогонват в Шартър. От този момент в столицата се създава самоуправляваща се комуна, която силно симпатизира на Лигата, но все пак не ѝ е подчинена. Отчаяният Анри ІІІ признава кардинал дьо Бурбон за свой наследник и свиква нови Генерални щати в Блоа. Вместо очакваните пари за продължаването на войната той се сблъсква с критики и искания за ликвидиране силата на Лигата. През декември Анри ІІІ вика Гиз за разговори и устройва убийството му, но радостта му е кратка. Париж и редица други градове отхвърлят верността си към краля след подобно престъпление и въстават. През август 1589 г. самият Анри ІІІ пада убит от фанатизиран привърженик на Лигата. С това войната приключва.

### Девета война (1589 – 1598)
Основна статия: Война на Католическата лига
В последната, девета война Анри Наварски вече има основания да привлече по-голяма част от населението на своя страна. Победата му при Иври през 1590 г. води до обсада на Париж, която завършва три години по-късно. Тогава, след като за втори път приема католицизма, Анри влиза в столицата. Неговите успехи се дължат на две слабости на католиците. Първо, кралят привлича на своя страна средните класи в Париж, уморени от четиригодишното управление на тълпата. Второ, той апелира към патриотизма на французите, които гледат с недоверие на съюза на Гиз с испанците. Католиците зависят от парите и армиите на Филип ІІ, което е най-голямата им слабост. Когато кардинал дьо Бурбон умира в затвора, испанският крал изисква престолът да се предаде на дъщеря му Изабела. Недоволството на французите изригва и те минават масово на страната на Анри ІV. От 1595 г. двете държави официално са във война, три испански армии навлизат във Франция. Поражението на едната при Фонтен-Франсез предотвратява френското поражение и Филип признава провала на плановете си с договора от Вервен (2 май 1598).
Вервенският мир поставя край не само на деветата, но и на всички религиозни войни. С него Филип ІІ признава Анри ІV за законен крал на Франция, оттегля всичките си войски от територията ѝ и така лишава останките от Католическата лига от всякаква подкрепа. Католиците трябва да се примирят с победата на човека, когото години наред са считали за свой най-голям враг. А пред краля стои задачата за обедини разделеното на враждуващи фракции общество.

## Последици
През април 1598 година Анри ІV издава прочутия Нантски едикт, с който гарантира на хугенотите религиозна свобода и военна сила. Той се надява на толератност от двете страни и докато неговата харизматична фигура стои начело на държавата, противоречията изглеждат притъпени. Но хугенотската „държава в държавата“ (те могат в действителност да не се подчиняват на правителството) води до нови военни действия по времето на Шарл дьо Люин (1618 – 1624) и кардинал Ришельо (1624 – 1642). През 1628 г. кралските войски превземат Ла Рошел – последната крепост на хугенотите – и Ришельо издава едикта от Але. С него религиозните свободи на протестантите се запазват, но военната им сила (около 35 крепости) е ликвидирана.
През 1685 г. с едикта от Фонтенбло Луи ХІV отнема дори тези права на хугенотите, принуждавайки ги да избират между католицизма и емиграцията. Броят на емигриралите е спорен, но е известно, че след края на преследванията във Франция остават незначителен брой протестанти.